# لانگ‌لایف

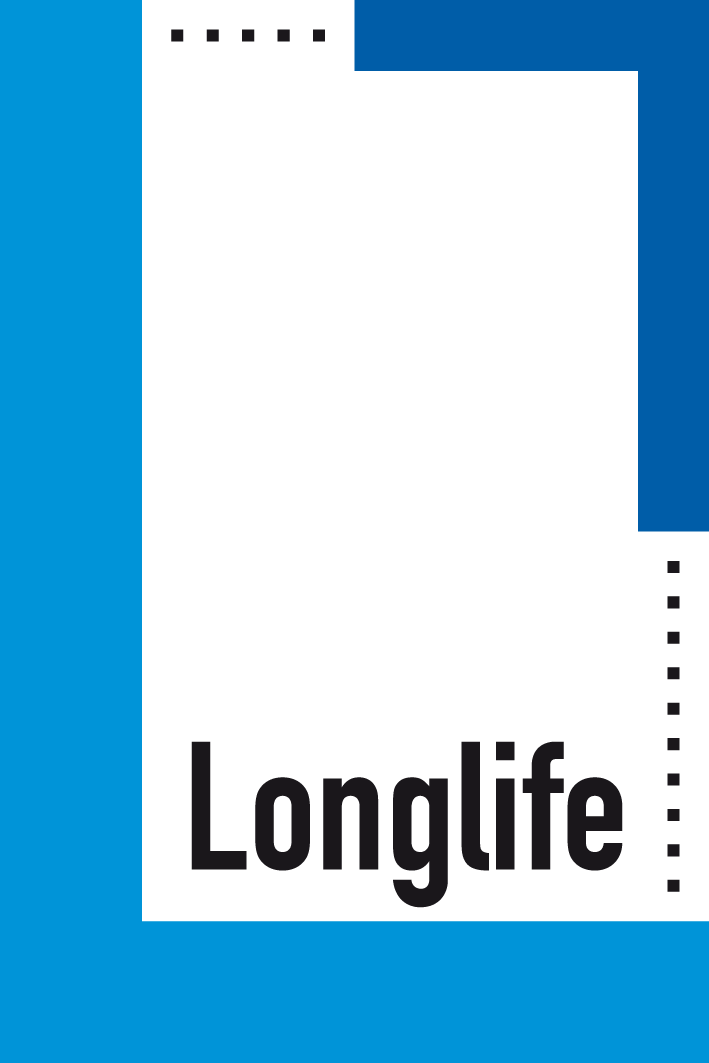
Logo of the project Longlife

ساختمان‌های مسکونی باعمر طولانی (انگلیسی: Longlife) (ساختمان‌های مسکونی پایدار و بهینه از نظر انرژی در ارتباط با نیازمندی‌های اروپایی و تکنولوژی‌های خلاقانه در منطقه دریایی بالتیک) یک پروژه فراملی در منطقه بالتیک می‌باشد. این طرح توسط طرح اتحادیه اروپا در منطقه دریایی بالتیک در سال ۲۰۰۷ تا ۲۰۱۳ سرمایه‌گذاری می‌شود. Longlife به منظور استراتژی اتحادیه اروپا برای سال کاهش مصرف انرژی در سال ۲۰۲۰ می‌باشد.

## پروژه Longlife
Longlife استانداردهایی را برای ساختمان‌های پایدار و مقرون به صرفه از نظر انرژی در منطقه بالتیک و ترکیب تکنولوژی‌های مختلف ساخت ایجاد می‌کند. این طرح شامل استانداردهایی برای پایداری، اقداماتی برای برنامه ریزی، مجوزهای ساختمان و سرمایه‌گذاری در منطقه بالتیک می‌باشد. یکی از اهداف این طرح رقابتی ساختن منطقه بالتیک می‌باشد.
در پروژه Longlife شرکایی از دانمارک، لیتوانیا، لهستان، روسیه و آلمان با هم کار می‌کردند. شریک اصلی دانشگاه فنی برلین، مؤسسه معماری، معاونت طراحی و ساختارو پروفسور دکتر کلاوس راکرت می‌باشد. استانداردهای توسعه یافته و معیارها، حداقل نیازمندی‌ها برای ساختمان‌های پایدار می‌باشند. ملاحظاتی در مورد جنبه‌های زیست محیطی، اقتصادی و اجتماعی در چرخه زندگی یک ساختمان انجام می‌گیرند. فرایند طراحی توسط نمونه‌های Longlife، کاتالوگ مواد، اجزاء و تکنولوژی‌های کلیدی برای سودمندی انرژی و منابع انرژی تجدیدپذیر که حداقل نیازمندی‌های Longlife نظیر مصرف نهایی انرژی 40kWh/m^۲در سال را بر آورده می‌کند مورد پشتیبانی قرار می‌گیرد.
Longlife با طرح‌های پروژه‌های اولیه نشان خواهد داد که تلاش‌ها در برنامه‌ریزی مشترک به منظور کاهش مصرف انرژی و هزینه‌های عملیاتی ایجاد یک چرخه زندگی، ارزشمند می‌باشند.
در پایان فرایند برنامه ربزی، ساختمان توسط مجوز عملکرد Longlife مورد تأئید قرار می‌گیرد. این مجوز عملکرد شامل داده‌های قابل اندازه‌گیری ساختمان در زمینه انرژی، هزینه و کیفیت‌ها می‌باشد. راه حل‌های کاربردی و تکنولوژی‌های خلاقانه برای انواع دیگر ساختمان نیز به کار برده می‌شوند. به همراه هفت پروژه دیگر، Longlife در سال ۲۰۱۲ خلاصه‌ای ارائه خواهد داد که نشانگر ترکیب و پتانسیل بخش انرژی می‌باشد. در راستای ادامه کارهای پروژه، Longlife Institute e.V در سپتامبر ۲۰۱۱ تأسیس شد.